# موکرونازاروف
موکرونازاروف (به لاتین: Mokronazarov) یک منطقهٔ مسکونی در روسیه است که در آدیغیه واقع شده‌است.